# Хемијска синапса
Хемијске синапсе су биолошке спојнице кроз које се сигнали неурона могу послати једни другима и не-неуронским ћелијама као што су оне у мишићима или жлездама. Хемијске синапсе омогућавају неуронима да формирају кола унутар централног нервног система. Они су кључни за биолошка израчунавања која су у основи перцепције и мишљења. Они омогућавају нервном систему да се повеже и контролише друге системе тела.
У хемијској синапси, један неурон ослобађа молекуле неуротрансмитера у мали простор (синаптички простор) који је у близини другог неурона. Неуротрансмитери се налазе у малим кесицама које се називају синаптички везикули и ослобађају се у синаптички расцеп егзоцитозом. Ови молекули се затим везују за рецепторе неуротрансмитера на постсинаптичкој ћелији. Коначно, неуротрансмитери се уклањају из синапсе кроз један од неколико потенцијалних механизама укључујући ензимску деградацију или поновно преузимање од стране специфичних транспортера било на пресинаптичкој ћелији или на некој другој неуроглији да би се прекинуло деловање неуротрансмитера.
Процењује се да мозак одраслог човека садржи од 1014 до 5 × 1014 (100–500 трилиона) синапси. Сваки кубни милиметар церебралног кортекса садржи отприлике милијарду. Број синапси у људској можданој кори је одвојено процењен на 0,15 квадрилиона.
Реч „синапса“ увео је сер Чарлс Скот Шерингтон 1897. године.

## Структура
Синапсе су функционалне везе између неурона, или између неурона и других типова ћелија. Типичан неурон ствара неколико хиљада синапси, иако постоје неки типови који стварају много мање. Већина синапси повезује аксоне са дендритима, али постоје и други типови веза, укључујући аксон-ћелијско тело, аксон-аксон, и дендрит-дендрит. Синапсе су генерално премале да би се могле препознати помоћу светлосног микроскопа, осим као места где се чини да се мембране две ћелије додирују, али њихови ћелијски елементи се могу јасно визуелизовати помоћу електронског микроскопа.
Хемијске синапсе преносе информације у правцу од пресинаптичке ћелије до постсинаптичке ћелије и стога су асиметричне по структури и функцији. Крај пресинаптичког аксона, или синаптички боутон, је специјализовано подручје унутар аксона пресинаптичке ћелије које садржи неуротрансмитере затворене у мале сфере везане за мембрану зване синаптичке везикуле (као и бројне друге потпорне структуре и органеле, као што су митохондрије и ендоплазматични ретикулум). Синаптичке везикуле су причвршћене на пресинаптичку плазма мембрану у регионима који се називају активне зоне.